# コスプレ☆トランス 踊りましょーこ
「コスプレ☆トランス 踊りましょーこ」（コスプレトランス おどりましょーこ）は、浜田翔子の2作目のシングル。2007年3月21日にGIRLS' RECORDからリリースされた。
このシングルの収録曲は、アルバム「はましょー☆あるばむ〜お手当てしましょーこ〜」にも収録されている。

## 収録楽曲
出典：
1. セーラー服を脱がさないで [3:50]
作詞：秋元康、作曲：佐藤準
2. バナナの涙 [3:59]
作詞：秋元康、作曲：後藤次利
3. セーラー服を脱がさないで（カラオケ）
4. バナナの涙（カラオケ）